# Monte Sillano - Passo Romecchio
Monte Sillano - Passo Romecchio este o arie protejată (arie specială de conservare — SAC, sit de importanță comunitară — SCI) din Italia întinsă pe o suprafață de 257 ha, integral pe uscat.

## Localizare
Centrul sitului Monte Sillano - Passo Romecchio este situat la coordonatele 44°15′58″N 10°20′59″E / 44.266111°N 10.349722°E.

## Înființare
Situl Monte Sillano - Passo Romecchio a fost declarat sit de importanță comunitară în iunie 1995 pentru a proteja 1 specie de plante și 8 specii de animale. Situl a fost protejat și ca arie specială de conservare în mai 2016.

## Biodiversitate
Situată în ecoregiunea continentală, aria protejată conține 9 habitate naturale: Păduri de fag Luzulo-Fagetum, Pante stâncoase silicioase cu vegetație casmofită, Pajiști alpine și boreale, Roci stâncoase cu vegetație pionieră de Sedo-Scleranthion sau Sedo albi-Veronicion dillenii, Grohotișuri termofile și vest-mediteraneene, Grohotișuri silicioase de la nivelul montan până la nivelul zăpezii (Androsacetalia alpinae și Galeopsietalia ladani), Pajiști boreale și alpine pe substrat silicios, Izvoare petrifiante cu formare de travertin (Cratoneurion), Pajiști uscate europene.
La baza desemnării sitului se află mai multe specii protejate:
- plante (1): Primula apennina
- păsări (6): acvilă de munte (Aquila chrysaetos), prepeliță (Coturnix coturnix), vânturel roșu (Falco tinnunculus), mierlă de piatră (Monticola saxatilis), pietrar sur (Oenanthe oenanthe), Prunella collaris
- mamifere (1): liliac cârn (Barbastella barbastellus)
- nevertebrate (1): Euplagia quadripunctaria

Pe lângă speciile protejate, pe teritoriul sitului au mai fost identificate 5 specii de plante, 1 specie de reptile.